# Pieve di Teco
Pieve di Teco là một đô thị ở tỉnh Imperia trong vùng Liguria, tọa lạc khoảng 90 km về phía tây nam của Genoa và khoảng 20 km về phía tây bắc của Imperia. Tại thời điểm ngày 31 tháng 12 năm 2004, đô thị này có dân số 1.402 người và diện tích là 40,6 km².
Đô thị Pieve di Teco có các frazioni (các đơn vị cấp dưới, chủ yếu là các làng) Moano and Trovasta.
Pieve di Teco giáp các đô thị sau: Armo, Aurigo, Borghetto d'Arroscia, Borgomaro, Caprauna, Caravonica, Cesio, Pornassio, Rezzo, và Vessalico.